# Acollesis fraudulenta
Acollesis fraudulenta là một loài bướm đêm trong họ Geometridae.